# Mindre bandtångsnäcka
Mindre bandtångsnäcka (Pusillina inconspicua) är en snäckart som först beskrevs av Joshua Alder 1844.  Mindre bandtångsnäcka ingår i släktet Pusillina och familjen Rissoidae. Arten är reproducerande i Sverige. Inga underarter finns listade i Catalogue of Life.

## Bildgalleri

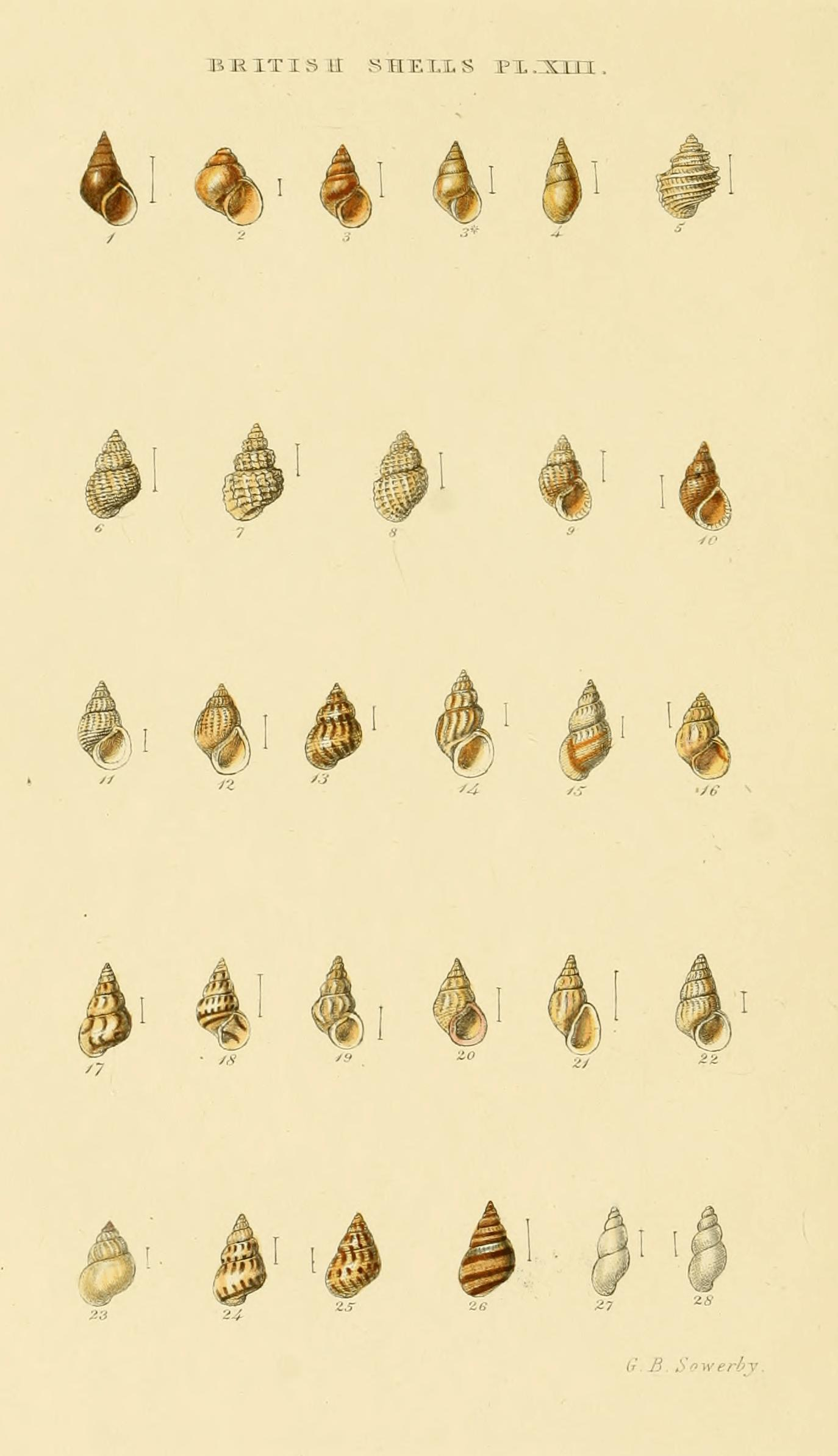